# Fazanowo
Fazanowo (bułg. Фазаново) – wieś w południowo-wschodniej Bułgarii, w obwodzie Burgas, w gminie Carewo. Według danych Narodowego Instytutu Statystycznego, 31 grudnia 2011 roku wieś liczyła 34 mieszkańców. Sobór odbywa się corocznie 17 lipca.